# Metcalf, Illinois
Metcalf är en by (village) i Edgar County i Illinois. Vid 2010 års folkräkning hade Metcalf 189 invånare.